# Arsenohopeit
Arsenohopeit ist ein sehr selten vorkommendes Mineral aus der Mineralklasse der „Phosphate, Arsenate und Vanadate“. Er kristallisiert im orthorhombischen Kristallsystem mit der chemischen Zusammensetzung Zn3(AsO4)2·4H2O und ist damit chemisch gesehen ein wasserhaltiges Zink-Arsenat.
Arsenohopeit fand sich an seiner Typlokalität in Form eines einzigen, polykristallinen Kornaggregates von ≈ 1 × 1 × 1 mm Größe, an dem einige wenige undeutliche Kristallflächen identifiziert worden sind.
Die Typlokalität des Minerals ist die Tsumeb Mine bei Tsumeb, Region Oshikoto, Namibia, wobei der genaue Fundort unbekannt ist.

## Etymologie und Geschichte
Im Jahre 2004 oder 2005 erwarb Franz Neuhold ein Fläschchen mit verschiedenen Körnern, Kristallen und Mineralfragmenten aus der Tsumeb Mine in Namibia. Unter diesen fand sich ein auffällig blaues kleines Korn, welches analysiert wurde und sich als eine neue Phase herausstellte. Ein österreichisch-deutsches Wissenschaftlerteam vom „Institut für Mineralogie und Kristallographie“ der Universität Wien, der „Mineralogisch-Petrographischen Abteilung“ des Naturhistorischen Museums Wien und dem „Institut für Geologie, Mineralogie und Geophysik“ der Ruhr-Universität Bochum führte die für eine Charakterisierung als neues Mineral notwendigen Untersuchungen durch und legte die Ergebnisse der International Mineralogical Association (IMA) vor, die dieses Mineral unter der vorläufigen Bezeichnung IMA 2010-069 im Jahre 2011 anerkannte. Durch Franz Neuhold, Uwe Kolitsch, Heinz-Jürgen Bernhardt und Christian L. Lengauer erfolgte im Jahre 2012 im englischen Wissenschaftsmagazin Mineralogical Magazine die wissenschaftliche Erstbeschreibung dieses Minerals als Arsenohopeit (englisch Arsenohopeite). Die Autoren benannten das Mineral nach dem Arsenat-Gehalt und der kristallchemischen Verwandtschaft mit Hopeit.
Das Typmaterial für Arsenohopeit (Holotyp, Katalog-Nr. N 8167) wird in der Sammlung des Naturhistorischen Museums Wien, Österreich, aufbewahrt.

## Klassifikation
In der veralteten 8. Auflage der Mineralsystematik nach Strunz war der Arsenohopeit noch nicht aufgeführt.
In der zuletzt 2018 überarbeiteten Lapis-Systematik nach Stefan Weiß, die formal auf der alten Systematik von Karl Hugo Strunz in der 8. Auflage basiert, erhielt das Mineral die System- und Mineralnummer VII/C.11-025. Dies entspricht der Klasse der „Phosphate, Arsenate und Vanadate“ und dort der Abteilung „Wasserhaltige Phosphate, ohne fremde Anionen“, wo Arsenohopeit zusammen mit Barahonait-(Al), Barahonait-(Fe), Batagayit, Currierit, Davidlloydit, Fahleit, Hopeit, Nizamoffit, Parahopeit, Phosphophyllit, Radovanit und Smolyaninovit eine unbenannte Gruppe mit der Systemnummer VII/C.11 bildet.
In der seit 2001 gültigen und von der IMA bis 2009 aktualisierten 9. Auflage der Strunz’schen Mineralsystematik hat der Arsenohopeit keinen Eintrag.
In der vorwiegend im englischen Sprachraum gebräuchlichen Systematik der Minerale nach Dana ist der Arsenohopeit nicht gelistet.

## Chemismus
Acht Mikrosondenanalysen an Arsenohopit aus der Tsumeb Mine ergaben Mittelwerte von 44,92 % ZnO; 0,92 % Fe2O3; 0,02 % CuO; 0,51 % MnO; 0,20 % MgO; 45,84 % As2O5 und 14,21 H2O (stöchiometrisch berechnet), woraus sich auf der Basis von 12 Sauerstoffatomen die empirische Formel (Zn2,80Fe0,06Mn0,04Mg0,03)Σ=2,93(As1,01O4)2·4H2O errechnete, welche sich zu Zn3(AsO4)2·4H2O idealisieren lässt. Diese Idealformel erfordert 44,72 % ZnO, 42,09 % As2O5 und 13,19 % H2O.
Arsenohopeit ist ein Dimorph zu und damit chemisch identisch mit Davidlloydit. Er stellt das As5+-dominante Analogon zu den P5+-dominierten Mineralen Hopeit und Parahopeit sowie ein kristallwasserreicheres Analogon zum Warikahnit dar. Er kann ferner als Zn-dominantes Analogon zum Cu-dominierten Rollandit, Cu3(AsO4)2·4H2O, bzw. zum Mn-dominierten Sterlinghillit, Mn3(AsO4)2·4H2O, aufgefasst werden.

## Kristallstruktur
Arsenohopeit kristallisiert im orthorhombischen Kristallsystem in der Raumgruppe Pnma (Raumgruppen-Nr. 62) mit den Gitterparametern a = 10,804 Å; b = 19,003 Å und c = 5,112 Å sowie vier Formeleinheiten pro Elementarzelle.
Die Kristallstruktur des Arsenohopeits enthält zwei verschiedene Zn-Positionen, eine As-Position, sieben O-Positionen und nominell sechs H-Positionen. Die Zn1-Position ist oktaedrisch mit vier H2O-Gruppen und zwei O-Atomen koordiniert, während die Zn2-Position tetraedrisch mit vier O-Atomen koordiniert ist, die zu den AsO4-Gruppen gehören. Die geringfügigen, aber nicht vernachlässigbaren Fremdbeimengungen (Fe, Mn und Mg) werden der oktaedrisch koordinierten Zn1-Position zugewiesen, weil in Kationen-substituierten synthetischen Hopeiten die Substituenten (Mg, Co und Ni) zweifelsfrei ausschließlich auf der Zn1-Position sitzen.
Die Zn1O6-Oktaeder besitzen gemeinsame Ecken mit den AsO4-Tetraedern, welche ihrerseits über gemeinsame Ecken mit den Zn2O4-Tetraedern verbunden sind.
Eine Vernetzung zwischen den beiden Zn-Polyedern über gemeinsame Ecken führt zu einem Gerüst, welches durch schwache Wasserstoffbrückenbindungen verstärkt wird.
Da für die geringen Eisengehalte im Arsenohopeit das Eisen aufgrund der Bildung als Sekundärmineral unter oxidierenden Bedingungen als dreiwertig (Fe3+) angenommen wird, ist eine kleine Anzahl von Fehlstellen nötig, um die höhere Ladung durch die Fe3+-Ionen auszugleichen. Um eine vollständig neutrale, ladungsausgeglichene Formel zu erhalten, müssen entweder eine teilweise Protonierung der AsO4-Gruppen oder Leerstellen auf der As-Position angenommen werden.
Arsenohopeit ist ein orthorhombischer Polytyp zum triklinen Davidlloydit. Das Mineral ist ferner isotyp (isostrukturell) mit seinem Phosphat-Analogon Hopeit.

## Eigenschaften

### Morphologie
Von Arsenohopeit existiert lediglich ein polykristallines Kornaggregat von ≈ 1 × 1 × 1 mm Größe, an dem einige wenige undeutliche Kristallflächen identifiziert worden sind. Zwillingsbildung wurde nicht beobachtet.

### Physikalische und chemische Eigenschaften
Arsenohopeit ist farblos bis blassblau, wobei die Verteilung der blauen Färbung im Kristallkorn schlierig bis wolkig ist. Seine Strichfarbe ist weiß. Die Oberflächen des durchscheinenden Kristalls weisen einen glasartigen Glanz auf, was gut mit den Werten für die Lichtbrechung übereinstimmt. An dem Kristallkorn des Arsenohopeits wurden mittelhohe Werte für die Lichtbrechung (nα = 1,598; nβ = 1,606; nγ = 1,613) und ein niedriger Wert für die Doppelbrechung (δ = 0,015) festgestellt. Arsenohopeit ist nicht pleochroitisch.
Arsenohopeit besitzt drei verschiedene Spaltbarkeiten (sehr vollkommen nach {010}, gut nach {100}, undeutlich nach {001}). Aufgrund seiner Sprödigkeit bricht er aber ähnlich wie Amblygonit, wobei die Bruchflächen uneben ausgebildet sind. Mit einer Mohshärte von 3 gehört das Mineral zu den mittelharten Mineralen und ließe sich wie das Referenzmineral Calcit bei geeigneter Kristallgröße mit einer Kupfermünze ritzen. Die berechnete Dichte für Arsenohopeit beträgt 3,420 g/cm³.
Das Mineral zeigt weder im lang- noch im kurzwelligen UV-Licht eine Fluoreszenz.
Arsenohopeit ist sehr unbeständig gegenüber Salzsäure, HCl, und unbeständig gegenüber anderen Säuren.

## Bildung und Fundorte
Als extrem seltene Mineralbildung konnte Arsenohopeit bisher (Stand 2018) lediglich von einem Fundort beschrieben werden. Als Typlokalität gilt die „Tsumeb Mine“ bei Tsumeb, Region Oshikoto, Namibia, wobei der genaue Fundort innerhalb des Bergwerks zwar unbekannt ist, aber wohl im Bereich der zweiten Oxidationszone zu suchen wäre. Vorkommen von Arsenohopeit in Deutschland, Österreich oder in der Schweiz sind damit nicht bekannt.
Arsenohopeit ist ein typisches Sekundärmineral, welches sich in der Oxidationszone einer arsenreichen polymetallischen Buntmetall-Lagerstätte gebildet hat. Das Arsen stammt aus dem oxidierten Tennantit, das Zink sehr wahrscheinlich aus der Verwitterung von Sphalerit. Parageneseminerale sind aufgrund der Existenz nur eines monomineralischen Kornaggregats unbekannt.

## Verwendung
Aufgrund seiner extremen Seltenheit ist Arsenohopeit ein lediglich für den Mineralsammler interessantes Mineral.